# Acarodynerus clypeatus
Acarodynerus clypeatus är en stekelart som först beskrevs av Henri Saussure 1853.  Acarodynerus clypeatus ingår i släktet Acarodynerus och familjen Eumenidae. Inga underarter finns listade i Catalogue of Life.